# Trogoderma simplex
Trogoderma simplex är en skalbaggsart som beskrevs av Jayne 1882. Trogoderma simplex ingår i släktet Trogoderma och familjen ängrar. Inga underarter finns listade i Catalogue of Life.

## Bildgalleri

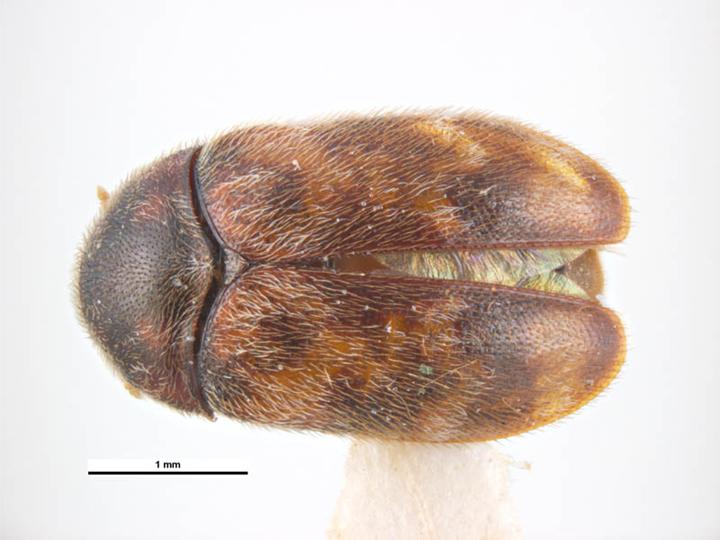